# ELIZA

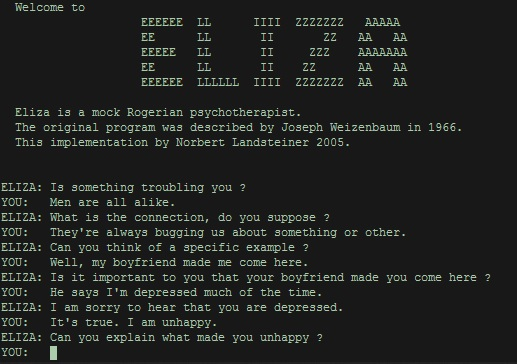
Screenshot von ELIZA

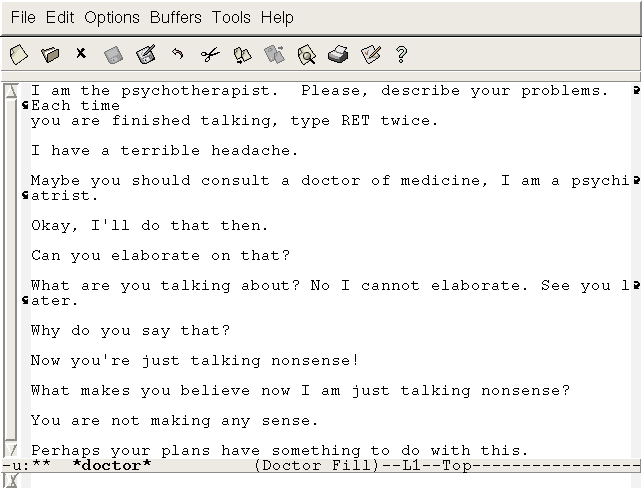
ELIZA, hier in Emacs

ELIZA ist ein 1966 von Joseph Weizenbaum entwickeltes Computerprogramm, das die Möglichkeiten der Kommunikation zwischen einem Menschen und einem Computer über natürliche Sprache aufzeigen sollte.
Den Namen ELIZA wählte Weizenbaum in Anlehnung an das Schauspiel Pygmalion von George Bernard Shaw. Das Programm kann über Skripte verschiedene Gesprächspartner simulieren. Bekannt geworden ist es für das Skript „DOCTOR“, eine oberflächliche Simulation eines Psychotherapeuten, der die non-direktiven Methoden der klientenzentrierten Psychotherapie nach Carl Rogers verwendet.
Weizenbaum schrieb das Programm in MAD-SLIP für eine IBM 7094, die das Time-Sharing-System CTSS des Massachusetts Institute of Technology verwendete.
ELIZA kann als frühe Umsetzung des Turing-Tests gesehen werden. Diesen hätte es jedoch nicht bestanden, da ein Benutzer recht einfach herausfinden kann, dass er mit einer Maschine kommuniziert.

## Funktionsweise
In einer einfachen Version verwendet ELIZA einen Thesaurus, also ein strukturiertes Wörterbuch. Der eingegebene Satz wird durchsucht, ob er ein Wort enthält, das im Thesaurus vorhanden ist, und dann von diesem Wort ausgehend nach Synonymen, meist aber nach Oberbegriffen gesucht. Das Programm enthält weiterhin eine Sammlung von Phrasen zu verschiedenen Themengebieten, häufig Fragen oder Aufforderungen, weiterzureden.
Exemplarisch kann das folgende Frage-Antwort-Paar herangezogen werden:
Benutzer: „Ich habe ein Problem mit meinem Vater.“
ELIZA: „Erzählen Sie mir mehr über Ihre Familie!“
In diesem Fall hat das Programm die im Thesaurus festgelegte Zuordnung Vater zu dessen Oberbegriff Familie umgesetzt und eine Phrase zum Themenkomplex Familie herausgesucht. Diese einfache Funktionsweise zeigt die Beschränkung des Programms, das den Benutzer keineswegs versteht. So führt das Schlüsselwortprinzip auch zu folgendem scheinbaren „Dialog“:
Benutzer: „Krieg ist der Vater aller Dinge.“
ELIZA: „Erzählen Sie mir mehr über Ihre Familie!“
Wenn das Programm kein Wort findet, mit dem es etwas anfangen kann, antwortet es mit allgemeinen Ausweichphrasen wie z. B.
„Das habe ich noch nicht verstanden, können Sie mir das erklären.“ oder
„Davon verstehe ich nichts, lassen Sie uns über ein anderes Thema reden.“

## Reaktionen
Die Wahl des Psychotherapeuten als simulierten Gesprächspartner begründete Weizenbaum damit, dass es einem solchen Gesprächspartner erlaubt ist, keinerlei Wissen über die Welt zeigen zu müssen, ohne dass dadurch seine Glaubwürdigkeit verloren geht. In seinem Artikel verdeutlicht Weizenbaum dies anhand eines Beispiels: Wenn der menschliche Gesprächspartner den Satz „Ich bin mit dem Boot gefahren“ äußert und der Computer darauf mit „Erzählen Sie mir etwas über Boote“ antwortet, wird der Mensch nicht annehmen, dass sein Gesprächspartner kein Wissen über Boote besitzt.
Das Kommunikationsverhalten von Versuchspersonen gegenüber dem Programm entsprach demjenigen gegenüber einem menschlichen Gesprächspartner. Offensichtlich war es ihnen nicht allzu wichtig, ob der Antwortende am anderen Ende der Leitung wirklich ein Mensch war oder ein Computerprogramm. Es kam nur darauf an, dass die Antworten und Fragen „menschlich“ erschienen. Dies ist der sogenannte Eliza-Effekt, der heute bei vielen Chatbots ausgenutzt wird.
Die Versuchspersonen in den Experimenten waren zu einem großen Teil sogar überzeugt, dass der „Gesprächspartner“ ein tatsächliches Verständnis für ihre Probleme aufbrachte. Selbst wenn sie mit der Tatsache konfrontiert wurden, dass das Computerprogramm, mit dem sie „gesprochen“ hatten, auf der Basis einiger simpler Regeln und sicherlich ohne „Intelligenz“, „Verstand“, „Einfühlungsvermögen“ usw. einfach gegebene Aussagen in Fragen umwandelte, weigerten sie sich oft, dies zu akzeptieren.
Weizenbaum war erschüttert über die Reaktionen auf sein Programm, vor allem, dass praktizierende Psychotherapeuten ernsthaft daran glaubten, damit zu einer automatisierten Form der Psychotherapie gelangen zu können. Er entwickelte sich nicht zuletzt aufgrund dieser Erfahrungen zu einem Gesellschaftskritiker. Diese Entwicklung Weizenbaums ist Thema eines Dokumentarfilms mit dem Titel Plug & Pray, der 2010 veröffentlicht wurde.

## Weitere Entwicklung
In weiterentwickelten Versionen kann ein Satz auch grammatikalisch zerlegt und analysiert werden, um so z. B. Verneinungen zu erkennen oder Fragesätze von Aussagen unterscheiden zu können. In komplexeren und leistungsfähigeren Weiterentwicklungen tritt an die Stelle des Thesaurus meist eine Ontologie. Damit können komplexere Abhängigkeiten verarbeitet und eventuell auf die Gesprächshistorie eingegangen werden. Eventuell ist es dann nicht notwendig, komplette Sätze zu speichern, da die Antwort aus mehreren Satzfragmenten zusammengesetzt und ein Satz entsprechend variiert werden kann. Dadurch werden Antwortvarianten möglich wie:
„Erzählen Sie mir mehr von Ihrer Familie.“
„Erzählen Sie mir mehr von Ihrem Hobby.“
„Erzählen Sie mir mehr von Ihrem Beruf.“
Mit weiterentwickelten Systemen lassen sich heute zu umrissenen Themenbereichen Anwendungen realisieren, z. B. eine Fahrplanauskunft. Auch Jahrzehnte nach der Erstentwicklung stößt ein solches System aber nach wie vor an seine Grenzen.
Innerhalb dieser Grenzen lassen sich Ansätze zu Verständnis postulieren, sofern das System auf eine Anfrage eine passende Antwort gibt. Ein echtes Verständnis erreichen aber auch solche Weiterentwicklungen nicht.
2017 wurden von Google-Brain-Forschern Transformer vorgestellt, eine Technik im Rahmen der künstlichen Intelligenz, die besonders für Textgenerierung geeignet ist. Auf der Google-I/O-Konferenz im Mai 2018 wurde ein experimenteller „digitaler Assistent“ namens Duplex vorgestellt, der z. B. Reservierungen in Restaurants oder Termine beim Friseur automatisiert erledigen können soll.
Im November 2022 brachte die Firma OpenAI den Dienst ChatGPT auf den Markt, der rasch größere Beliebtheit erlangte und durch fortschrittliche Fähigkeiten große Aufmerksamkeit erregte.